# شهرستان هونگیا
شهرستان هونگیا (به لاتین: Hongya County) یک منطقهٔ مسکونی در چین است که در مایشان واقع شده‌است.